# Mousseaux-lès-Bray
Mousseaux-lès-Bray è un comune francese di 693 abitanti situato nel dipartimento di Senna e Marna nella regione dell'Île-de-France.

## Società

### Evoluzione demografica
Abitanti censiti